# د لی
د لی (به انگلیسی: The Lee) یک روستا و محله مدنی در بریتانیا است که در Chiltern واقع شده‌است. د لی ۶۹۸ نفر جمعیت دارد.